# Euproctis ctiscitrona
Euproctis ctiscitrona är en fjärilsart som beskrevs av Swinhoe 1923. Euproctis ctiscitrona ingår i släktet Euproctis och familjen tofsspinnare. Inga underarter finns listade i Catalogue of Life.